# The Sound of Music (musical)
The Sound of Music is een musical met muziek van Richard Rodgers en tekst van Oscar Hammerstein. Het boek is van Howard Lindsay en Russel Crouse, die zich baseerden op de geschiedenis van het Oostenrijkse gezin Von Trapp, zoals beschreven door Maria von Trapp in haar boek The Story of the Trapp Family Singers uit 1949. Daarin beschrijft ze hun vlucht vanuit Salzburg naar de Verenigde Staten na de Anschluss in 1938. De Broadway-première was op 16 november 1959 in het Lunt-Fontanne Theatre in New York. Er volgden 1443 voorstellingen. De musical beleefde haar première op West End in Londen op 18 mei 1961 in het Palace Theatre. Deze productie bracht het tot 2385 uitvoeringen. In 1963 was de allereerste uitvoering in Nederland in het Carré met Johan Heesters en Mieke Bos onder regie van Ton Lutz.
Voorafgaand aan de musical werd het boek al verfilmd als Die Trapp-Familie (1956) en Die Trapp-Familie in Amerika (1958), twee Duits/Oostenrijkse films, geschreven door Herbert Reinecker en geregisseerd door Wolfgang Liebeneiner. The Sound of Music staat op de 3e plaats in de lijst van succesvolste films. Hij heeft in totaal ongeveer 858.764.718 dollar (640.105.162 euro) opgebracht.
Op basis van de musical werd in 1965 de gelijknamige film opgenomen door 20th Century Fox. De regie werd gedaan door Robert Wise. Julie Andrews en Christopher Plummer spelen Maria en kapitein Von Trapp.

## Het verhaal

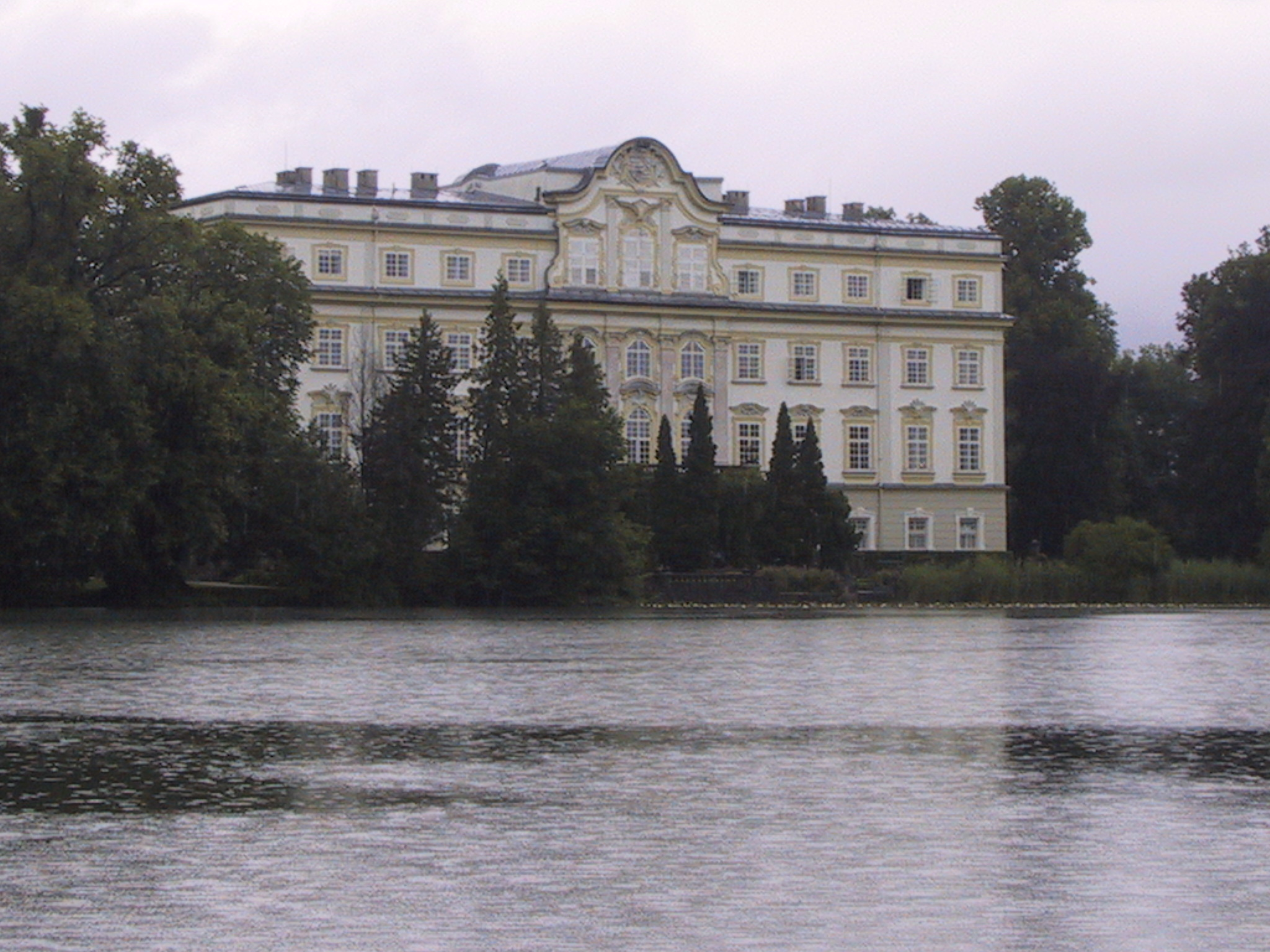
Het huis in Salzburg waar de opnames van The Sound of Music werden gemaakt

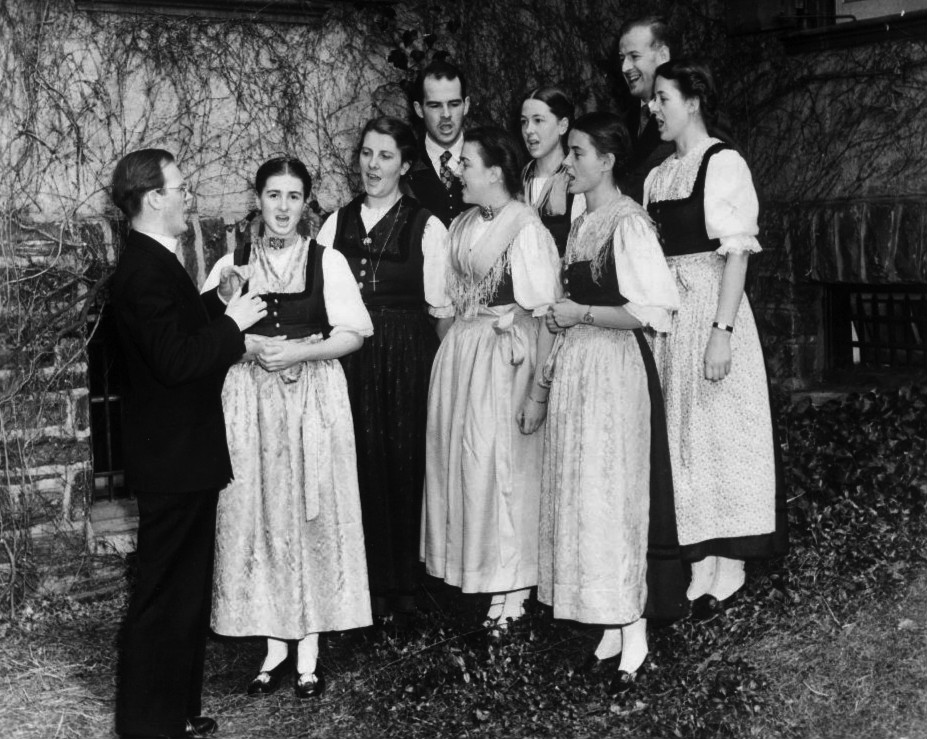
De oorspronkelijke Trapp Family Singers in 1941

In Salzburg wordt Maria postulante in de abdij Nonnberg, maar ze is niet erg geschikt voor het kloosterleven (omdat ze nog te onbesuisd is) en ze krijgt van de moeder-overste de opdracht als gouvernante te werken voor de zeven kinderen van kapitein Von Trapp: Liesl, Friedrich, Louisa, Kurt, Brigitta, Marta en Gretl. De kapitein regeert zijn kinderen met militaire discipline. Maria wil daar verandering in brengen en terwijl de vader enige tijd van huis is, leert ze de kinderen zingen en weer plezier in hun leven te hebben. Als de kapitein thuiskomt, wordt Maria prompt ontslagen, maar als de kapitein ziet wat ze heeft bereikt, mag ze terugkomen. Maria en de kapitein worden zelfs verliefd en trouwen. Ze gaan op huwelijksreis.
Tijdens de reis heeft oom Max, een impresario, de kinderen onder zijn hoede. Hij zorgt ervoor dat de zingende kinderen mogen optreden op de Salzburger Festspiele. Hij weet wel dat vader Von Trapp niet goedvindt dat de kinderen in het openbaar optreden, maar de ouders worden niet voor de Festspiele terugverwacht.
Het is echter 1938 en het is niet veilig in Oostenrijk. Tijdens hun huwelijksreis nemen de Nazi's de macht over. De kapitein en Maria keren snel terug. Juist die avond vinden de Festspiele plaats, en de kapitein beslist dat het optreden niet doorgaat.
Dan blijkt dat de kapitein wordt opgeroepen voor de marine. Hij probeert met zijn gezin te vluchten. Als ze betrapt worden, redt de kapitein zich eruit door te zeggen dat ze op weg zijn naar de Festspiele. Dat klinkt geloofwaardig, want de namen staan op het programma. De kapitein krijgt toestemming met zijn gezin aan de uitvoering mee te doen. Tijdens de uitvoering ontsnappen ze en vluchten ze naar Zwitserland.
Het grote drama, alsmede de liefde, de humor en het kleine drama van alledag zijn in de film verweven. Refererend aan de symbolen die de bezetters in de stad aanbrengen, zegt de kleine Marta: "Maybe the flag with the black spider on it makes people nervous".
Het terugkerende thema in het stuk zijn 'keuzes': de keuze van Maria tussen wereldse en hemelse liefde, de keuze van Von Trapp tussen Maria en de barones; de keuze van Max tussen principe en pragmatisme; de keuze van Rolf tussen zijn loyaliteit aan de kapitein en de nieuwe machthebber; de keuze van Liesl tussen haar familie en Rolf; de keuze van de barones tussen het drukke Wenen en het rustige Salzburg; de keuze van de moeder-overste tussen orde en spontaniteit.

## Liedjes
| 1959                                                                           | 1965 | 1995                                                                       | 2002                                                                        | 2009 & 2014 |
| ------------------------------------------------------------------------------ | --- | -------------------------------------------------------------------------- | --------------------------------------------------------------------------- | --- |
| Origineel                                                                      | eerste akte                                                                                              | eerste akte                                                                | eerste akte                                                                 | eerste akte |
| Preludium                                                                      | Preludium                                                                                                | Dixit Dominus/Rex Admirabilis                                              | Preludium: Dixit Dominus/Ochtendhymne/Alleluia                              | Gebed |
| The sound of music                                                             | The sound of music                                                                                       | De mooiste muziek                                                          | De bergen zingen                                                            | De muziek van de hoogste bergen                                                                                   |
| Maria                                                                          | Het probleem Maria                                                                                       | Maria                                                                      | Maria                                                                       | Wie weet er wat we moeten met Maria?                                                                              |
| My favorite things                                                             | Dingen waar ik dolveel van hou                                                                           | Dingen waar ik zoveel van hou                                              |                                                                             | Iets waar ik zielsveel van hou                                                                                    |
| +I have confidence                                                             | |                                                                            | Ik geloof                                                                   | Ik kan heel de wereld aan                                                                                         |
| My favorite things (reprise)                                                   | Dingen waar ik dolveel van hou (reprise)                                                                 | Dingen waar ik zoveel van hou (reprise)                                    |                                                                             | |
| Do-Re-Mi                                                                       | Do-Re-Mi                                                                                                 | Do-Re-Mi                                                                   | Do-Re-Mi                                                                    | Do-Re-Mi |
| Sixteen going on seventeen                                                     | Jij bent zestien                                                                                         | Ik ben zestien, zeg gerust zeventien                                       | Zestien, zeventien                                                          | Zestien, dadelijk zeventien                                                                                       |
| The lonely goatherd                                                            | Het verhaal van kabouter Wouter                                                                          | De geitenhoeder                                                            | De dingen waar ik zo van hou                                                | De boer en de boerin                                                                                              |
| The lonely goatherd (reprise)                                                  | Het verhaal van kabouter Wouter (reprise)                                                                | De geitenhoeder                                                            |                                                                             | |
| How can love survive?                                                          | Waar blijft liefde dan?                                                                                  | Houdt zo'n liefde stand?                                                   | Zo gaat liefde stuk                                                         | Zo bloedt de liefde dood                                                                                          |
| The sound of music (reprise)                                                   | The sound of music (reprise)                                                                             | De mooiste muziek (reprise)                                                | De bergen zingen (reprise)                                                  | De muziek van de hoogste bergen                                                                                   |
| Ländler                                                                        | Ländler                                                                                                  | Ländler                                                                    | Ländler                                                                     | Ländler |
| So long, farewell                                                              | So long - vaarwel                                                                                        | Adieu-vaarwel                                                              | Adieu, vaarwel                                                              | Tot snel, vaarwel                                                                                                 |
| Morning Hymn                                                                   | Ochtendhymne                                                                                             | Ochtendhymne                                                               | Ochtendhymne                                                                | Gebed 2 |
| Climb ev'ry mountain                                                           | Hoog boven de bergen                                                                                     | Spreid nu je vleugels                                                      |                                                                             | Bergen of dalen                                                                                                   |
| Origineel                                                                      | tweede akte                                                                                              | tweede akte                                                                | tweede akte                                                                 | tweede akte |
|                                                                                | |                                                                            | Hoe hoog de berg lijkt                                                      | |
| The lonely Goatherd (reprise)/Do-Re-Mi (reprise)/My favourite things (reprise) | Het verhaal van kabouter Wouter (reprise)/Do-Re-Mi (reprise)/Dingen waar ik zo dolveel van hou (reprise) | De Geitenhoeder (reprise)/Do-Re-Mi (reprise)/Dingen waar ik zoveel van hou | De eenzame herder/Do-Re-Mi (reprise)/De dingen waar ik zo van hou (reprise) | De boer en de boerin (reprise)/De muziek van de hoogste bergen (reprise)/Iets waar ik zielsveel van hou (reprise) |
| No way to stop it                                                              | Dat kun je niet stoppen                                                                                  | En je houdt het niet tegen                                                 | Water bij de wijn                                                           | Wat kan het je schelen                                                                                            |
| †An ordinary couple                                                            | Twee heel gewone mensen                                                                                  | Gewoon een doorsnee echtpaar                                               |                                                                             | |
| †Something good                                                                | |                                                                            | Zoveel goeds                                                                | Iets goed gedaan                                                                                                  |
| Gaudeamus Domino/Maria (reprise)                                               | Halleluja/Het probleem Maria (reprise)                                                                   | Gaudeamus/Maria (reprise)                                                  | Bruiloftsprocessie/Lofzang: Gaudeamus/Alleluia/Maria (reprise)              | Het huwelijk/Wie weet er wat we moeten met Maria? (reprise)                                                       |
| Sixteen going on seventeen (reprise)                                           | Jij bent zestien (reprise)                                                                               | Jij bent zestien, bijna al zeventien (reprise)                             | Zestien, zeventien (reprise)                                                | Zestien, dadelijk zeventien (reprise)                                                                             |
| ‡Do-Re-Mi (reprise)                                                            | Do-Re-Mi (reprise)                                                                                       | Do-Re-Mi (reprise)                                                         |                                                                             | Do-Re-Mi (reprise)                                                                                                |
|                                                                                | |                                                                            | De eenzame herder (reprise)                                                 | |
| Edelweiss                                                                      | Edelweiss                                                                                                | Edelweiss                                                                  | Edelweiss                                                                   | Edelweiss |
| So long, farewell (reprise)                                                    | So long - vaarwel (reprise)                                                                              | Adieu-vaarwel (reprise)                                                    | Adieu, vaarwel (reprise)                                                    | Tot snel, vaarwel (reprise)                                                                                       |
| Finale Ultimo: Climb ev'ry mountain (reprise)                                  | Finale Ultimo: Hoog boven de bergen (reprise)                                                            | Finale Ultimo: Spreid nu je vleugels (reprise)                             | Finale Ultimo: Hoe hoog de berg lijkt (reprise)                             | Finale Ultimo: Bergen of dalen (reprise)                                                                          |

Veranderingen
- + Dit liedje is voor Julie Andrews en de filmversie geschreven en later in vele producties toegevoegd.
- † Liedje is vervangen door Something good dat geschreven was voor de filmversie.
- ‡ Vervangen door The lonely goatherd in de revivalversie van 1998, later is dat weer teruggedraaid.
- In sommige producties zingen ze tijdens de onweerscène My favourite things.
- Alle muziek is van Richard Rodgers.
- Alle liedteksten zijn van Oscar Hammerstein II, behalve I have confidence en Something good - deze zijn geschreven door Richard Rodgers.
- De Nederlandse vertaling van de productie van 1965 is gemaakt door Louis Dusée & Alfred Pleiter.
- De Nederlandse vertaling van de productie van 1995 is gemaakt door Joris Lutz & Luc Lutz.
- De Nederlandse vertaling van de productie van 2002 & 2004 is gemaakt door Daniël Cohen. Er zijn kleine aanpassingen gemaakt in de vertaling voordat de productie naar België ging.
- De Nederlandse vertaling van de productie van 2009 en 2014 is gemaakt door Allard Blom. Er zijn kleine aanpassingen gemaakt in de vertaling voordat de productie naar België ging.
- De Nederlandse vertaling van de productie van 2020 is gemaakt door Stany Crets.
- In de theaterwereld is het goedkoper om een nieuwe vertaler te zoeken dan een vertaling over te kopen van een andere producent.
- De eerste akte van Nederlandse productie van 2002 eindigde anders dan de andere producties, deze versie heeft toen meer een mix gemaakt van de filmvariant.

## RolverdelingBroadway/West End/film/London Palledium/liveversies
| Rol                       | Broadway (1959) | West End (1961)     | Film (1965)                                 | West End Revival (1981) | Broadway Revival (1998) | London Palladium (2006) | NBC Live (2013)    | Live (2015)         |
| ------------------------- | --------------- | ------------------- | ------------------------------------------- | ----------------------- | ----------------------- | ----------------------- | ------------------ | ------------------- |
| Maria Rainer              | Mary Martin     | Jean Bayless        | Julie Andrews                               | Petula Clark            | Rebecca Luker           | Connie Fisher           | Carrie Underwood   | Kara Tointon        |
| Kapitein Georg von Trapp  | Theodore Bikel  | Roger Dann          | Christopher Plummer, zangstem door Bill Lee | Michael Jayson          | Michael Siberry         | Alexander Hanson        | Stephen Noyer      | Julian Ovenden      |
| Moeder-overste            | Patricia Neway  | Constance Shacklock | Peggy Wood                                  | June Bronhill           | Patti Cohenour          | Lesley Garrett          | Audra McDonald     | Maria Friedman      |
| Max Detweiler             | Kurt Kasznar    | Harold Kasket       | Richard Haydn                               | John Bennett            | Fred Applegate          | Ian Gelder              | Christian Borle    | Alexander Armstrong |
| Barones Elsa von Schräder | Marion Marlowe  | Eunice Gyson        | Eleanor Parker                              | Honor Blackman          | Jan Maxwell             | Lauren Ward             | Laura Benantie     | Katherine Kelly     |
| Liesl von Trapp           | Lauri Peters    | Barbara Brown       | Charmian Carr                               | Claire Parker           | Sara Zelle              | Sophie Bould            | Ariane Rinehart    | Evelyn Hoskins      |
| Rolf Gruber               | Brain Davies    | Nicholas Bennett    | Daniel Truhitte                             | Paul Shearstone         | Dashiell Eaves          | Neil McDermott          | Michael Campayno   | Jon Tarcy           |
| Louisa von Trapp          | +               | +                   | Heather Menzies                             | +                       | +                       | +                       | Ella Watts-Gorman  | Ellen Coleman       |
| Friedrich von Trapp       | +               | +                   | Nicolas Hammond                             | +                       | +                       | +                       | Michael Nigro      | Guy Trundle         |
| Kurt von Trapp            | +               | +                   | Duane Chase                                 | +                       | +                       | +                       | Joe West           | Zac Lester          |
| Brigitta von Trapp        | +               | +                   | Angela Cartwright                           | +                       | +                       | +                       | Sophia Anne Caruso | Amy Snudden         |
| Marta von Trapp           | +               | +                   | Debbie Turner                               | +                       | +                       | +                       | Grace Rundhaug     | Jessica Burden      |
| Gretl von Trapp           | +               | +                   | Kym Karath                                  | +                       | +                       | +                       | Peyton Ella        | Martha Otterburn    |

+ Deze rollen werden door verschillende kinderen gespeeld.

## Rolverdeling Nederlandse producties
| Rol                      | 1964 (Sleeswijk-Wunnink Productie) | 2002-2004 (Stage Entertainment)     | 2008-2010 (V&V Entertainment & De Efteling)                     | 2014-2015 (Albert Verlinde Entertainment/Stage Entertainment Nederland) | 2021-2022 (Stage Entertainment Nederland) |
| ------------------------ | ---------------------------------- | ----------------------------------- | --------------------------------------------------------------- | ----------------------------------------------------------------------- | --- |
| Maria Rainer             | Mieke Bos                          | Maaike Widdershoven                 | Wieneke Remmers                                                 | Anouk Maas                                                              | Nandi van Beurden |
| Alternate                |                                    |                                     |                                                                 | Wieneke Remmers                                                         | Natascha Molly |
| Understudy               |                                    | Annemieke van der Veer              | Anouk Maas, Merel Zeeman                                        | Sanne den Besten, Nandi van Beurden                                     | Lena Stallinga |
| Kapitein Georg von Trapp | Johannes Heesters                  | Hugo Haenen                         | Rein Kolpa                                                      | Ad Knippels                                                             | Stefan Rokebrand |
| Understudy               |                                    | Herman Boerman                      | Hans Lemmen                                                     | Hans Lemmen, Rein Kolpa                                                 | Paul Walthaus, Roman van der Werff, Hayo De Kruijf                                                                                             |
| Elsa Schräder            | Teddy Scholten                     | Anne-Mieke Ruyten                   | Ellis van Laarhoven                                             | Cindy Bell                                                              | Belinda van der Stoep |
| Alternate                |                                    |                                     |                                                                 | Ellen Evers                                                             | |
| Understudy               |                                    | Corine van Opstal                   | Inge Ipenburg, Kirsten Cools, Eefje Thomassen, Dorien Rozendaal | Dorien Rozendaal, Melise de Winter                                      | Kilke John, Froukje Zuidema, Sandra Jonkman |
| Max Detweiler            | Guus Verstraete sr.                | Dick Cohen                          | Koen Crucke                                                     | Tony Neef                                                               | William Spaaij |
| Understudy               |                                    | Mark van der Laan                   | Zjon Smaal, Marc-Peter van der Maas                             | Rein Kolpa, Armand Pol                                                  | Armand Pol, Hayo De Kruijf |
| Moeder Overste           | Maria Ballings                     | Esther Been                         | Jackie van Oppen                                                | Maaike Widdershoven                                                     | Francis van Broekhuizen |
| Alternate                |                                    |                                     |                                                                 |                                                                         | Saskia Schäfer |
| Understudy               |                                    | Marjan Boonen                       | Barbara van den Eerenbeemt                                      | Saskia Schäfer                                                          | Fleur Alders, Kilke John |
| Liesl von Trapp          | Ada Thijsse                        | Céline Purcell                      | Anouk Maas                                                      | Vajèn van den Bosch                                                     | Esmee Mardjan |
| Understudy               |                                    | Nathalie Haneveld, Simone Escherich | Alexandra Alphenaar, Marit Slinger, Simone Breukink             | Lotte Stevens                                                           | Aimée de Pater, Bridget Looijmans |
| Rolf Gruber              | René Frank                         | Jurgen Stein                        | Steven Colombeen                                                | Martijn Vogel                                                           | Jimi Hendrikse |
| Understudy               |                                    | Jasper Kerkhof                      | Martijn Egelmeer                                                | Brent Pannier                                                           | Thom Koolen, Kees Nieboer |
| Ensemble                 |                                    |                                     |                                                                 |                                                                         | Frank Beurskens, Darcey Roosenboom, Kim Reizevoort, Isabelle Verhoeven, Kay Heijnen, Isaura Kuyt, Eva Berhitu, Anne Smorenburg, Wesley Florijn |

De kinderen von Trapp (behalve Liesl) worden door verschillende kinderen afwisselend gespeeld.

## Rolverdeling Vlaamse producties
In Vlaanderen is The Sound of Music ook meerdere malen te zien geweest.
De Nederlandse producties van V&V Entertainment (2009)/Albert Verlinde Entertainment (2014/2015) waren ook te zien in Vlaanderen. De belangrijkste rollen werden deels vertolkt door bekende Vlamingen.
| Rol                      | 1997/1998 (Koninklijk Ballet van Vlaanderen)                                                                                       | 2004 (Stage Entertainment) | 2009 (V&V Entertainment & Music Hall) | 2014-2015 (Albert Verlinde Entertainment & Music Hall) | 2020 & 2022 (Deep Bridge)                     |
| ------------------------ | --- | -------------------------- | ------------------------------------- | ------------------------------------------------------ | --------------------------------------------- |
| Maria Rainer             | An Lauwereins, Petra Berger | Maike Boerdam              | Deborah De Ridder                     | Charlotte Campion                                      | Ianthe Tavernier, Laura Seys (understudy)     |
| Kapitein Georg von Trapp | Ernst Daniël Smid, Martin van Os                                                                                                   | Peter Van De Velde         | Peter Van De Velde                    | Kürt Rogiers                                           | Koen van Impe, Nordin De Moor (understudy)    |
| Liesl von Trapp          | Free Souffriau, Anneke Dejonghe, Valerie de Tavernier, Helen Geets, Veerle Casteleyn, Anke Zijlstra, Dominique Devel, Lotte Mariën | Nathalie Haneveld          | Sara Gracia                           | Lotte Stevens                                          | Charlotte Suijs, Zoë Guisoon (understudy)     |
| Max Detweiler            | Ernst van Looy, Pieter Korteknie                                                                                                   | Door Van Boeckel           | Koen Crucke                           | Tony Neef                                              | Peter Thyssen, Mart van den Hout (understudy) |
| Elsa Schräder            | Jeannine Geerts | Jeannine Geerts            | Kirsten Cools                         | Cindy Bell                                             | Geena Lisa, Saïn Vantomme (understudy)        |
| Rolf Gruber              | Wim Van Den Driessche | Jeroen Aarts               | Steven Colombeen                      | Martijn Vogel, Brent Pannier                           | Pieter Casteleyn, Aaron de Veene (understudy) |
| Moeder Overste           | Jacqueline van Quaille, Viviane Bruynbroeck                                                                                        | Esther Been                | An Lauwereins                         | Maaike Widdershoven, Saskia Schäfer                    | An Lauwereins                                 |

De kinderen von Trapp (behalve Liesl) werden door verschillende kinderen gespeeld.

## Lp's en cd's in Nederland en België
Er zijn zowel van elke verschillende producties in Nederland en België lp's en cd's verschenen.
The Sound of Music (originele Nederlandse cast 1965)
1. Preludium
2. The sound of music
3. Het probleem Maria
4. Dingen waar ik zo van hou
5. Do-Re-Mi
6. Jij bent zestien
7. Het verhaal van kabouter Wouter
8. Waar blijft liefde dan?
9. The sound of music (reprise)
10. Ländler
11. So long, vaarwel
12. Hoog boven de bergen
13. Dat kun je niet stoppen
14. Twee heel gewone mensen
15. Halleluja/Het probleem Maria (reprise)
16. Jij bent zestien (reprise)
17. Edelweiss
18. Hoog boven de bergen (reprise)

The Sound of Music (originele Vlaamse cast 1995)
1. Dixit Dominus/Rex Admirabilis
2. De mooiste muziek
3. Maria
4. Dingen waar ik zoveel van hou
5. Do-Re-Mi
6. Do-Re-Mi Encore
7. Ik ben zestien, zeg gerust zeventien
8. De geitenhoeder
9. Houdt zo'n liefde stand
10. De mooiste muziek (reprise)
11. Laendler
12. Adieu-vaarwel
13. Spreid nu je vleugels
14. En je houdt het niet tegen
15. Gewoon een doorsnee echtpaar
16. Gaudeamus
17. Jij bent zestien, bijna al zeventien (reprise)
18. Do-Re-Mi (reprise-concert)
19. Edelweiss
20. Spreid nu je vleugels (Finale Ultimo)

The Sound of Music (originele Nederlandse cast 2002)
1. Preludium: Dixit Dominus/Ochtendhymne/Alleluia
2. De bergen zingen
3. Maria
4. Ik geloof
5. Do-Re-Mi
6. Zestien, zeventien
7. De dingen waar ik zo van hou
8. Zo gaat liefde stuk
9. Adieu, vaarwel
10. Hoe hoog de berg lijkt
11. Water bij de wijn
12. Zoveel goeds
13. Bruiloftsprocessie/Lofzang: Gaudeamus/Allelula
14. Zestien, zeventien (reprise)
15. De eenzame herder
16. Edelweiss
17. Hoe hoog de berg lijkt

The Sound of Music (originele Nederlandse cast 2009)
1. Gebed
2. De muziek van de hoogste bergen
3. Wie weet er wat we moeten met Maria
4. Iets waar ik zielsveel van hou
5. Ik kan heel de wereld aan
6. Do-Re-Mi
7. Zestien, dadelijk zeventien
8. De boer en de boerin
9. Zo bloedt de liefde dood
10. Tot snel, vaarwel
11. Bergen of dalen
12. Entr'acte
13. Wat kan het je schelen?
14. Iets goed gedaan
15. Het huwelijk
16. Zestien, dadelijk zeventien (reprise)
17. Do-Re-Mi (reprise)
18. Edelweiss
19. Bergen of dalen (reprise)

The Sound of Music (originele Vlaamse cast 2009)
1. Gebed
2. De muziek van de hoogste bergen
3. Wie weet er wat we moeten met Maria?
4. Iets waar ik zielsveel van hou
5. Ik kan heel de wereld aan
6. Do-Re-Mi
7. Zestien, dadelijk zeventien
8. De boer en de boerin
9. Zo bloedt de liefde dood
10. Tot snel, vaarwel
11. Bergen of dalen
12. Entr'acte
13. Wat kan het je schelen?
14. Iets goed gedaan
15. Het huwelijk
16. Zestien, dadelijk zeventien (reprise)
17. Do-Re-Mi (reprise)
18. Edelweiss
19. Bergen of dalen (reprise)

In de originele Vlaamse versie van 2009 zijn in de tekst een paar wijzigingen aangebracht, verder heeft deze musical dezelfde vertalingen.